# Goździk postrzępiony wczesny

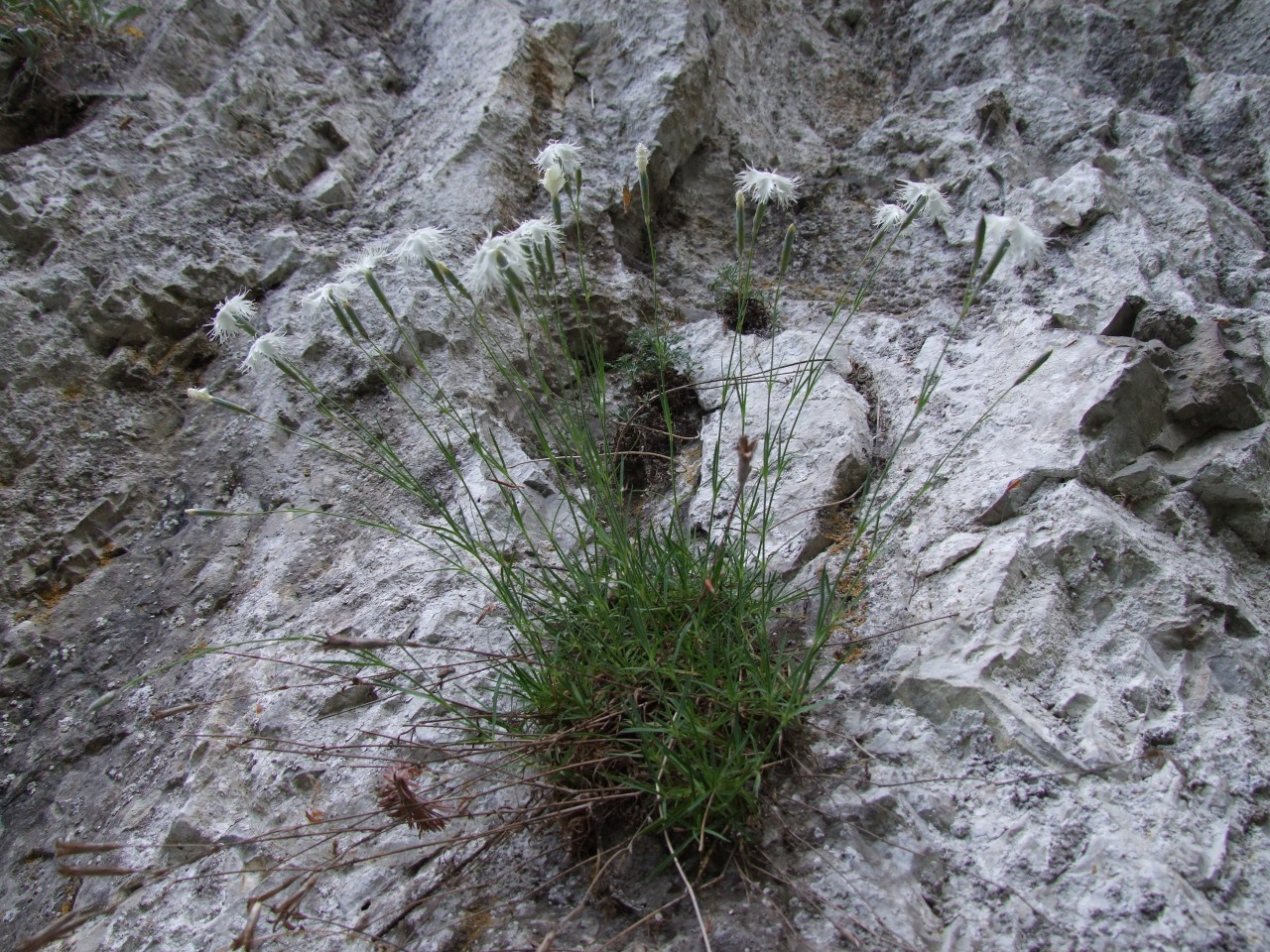
Kępa goździka postrzępionego wczesnego na wapiennej skale w Pieninach

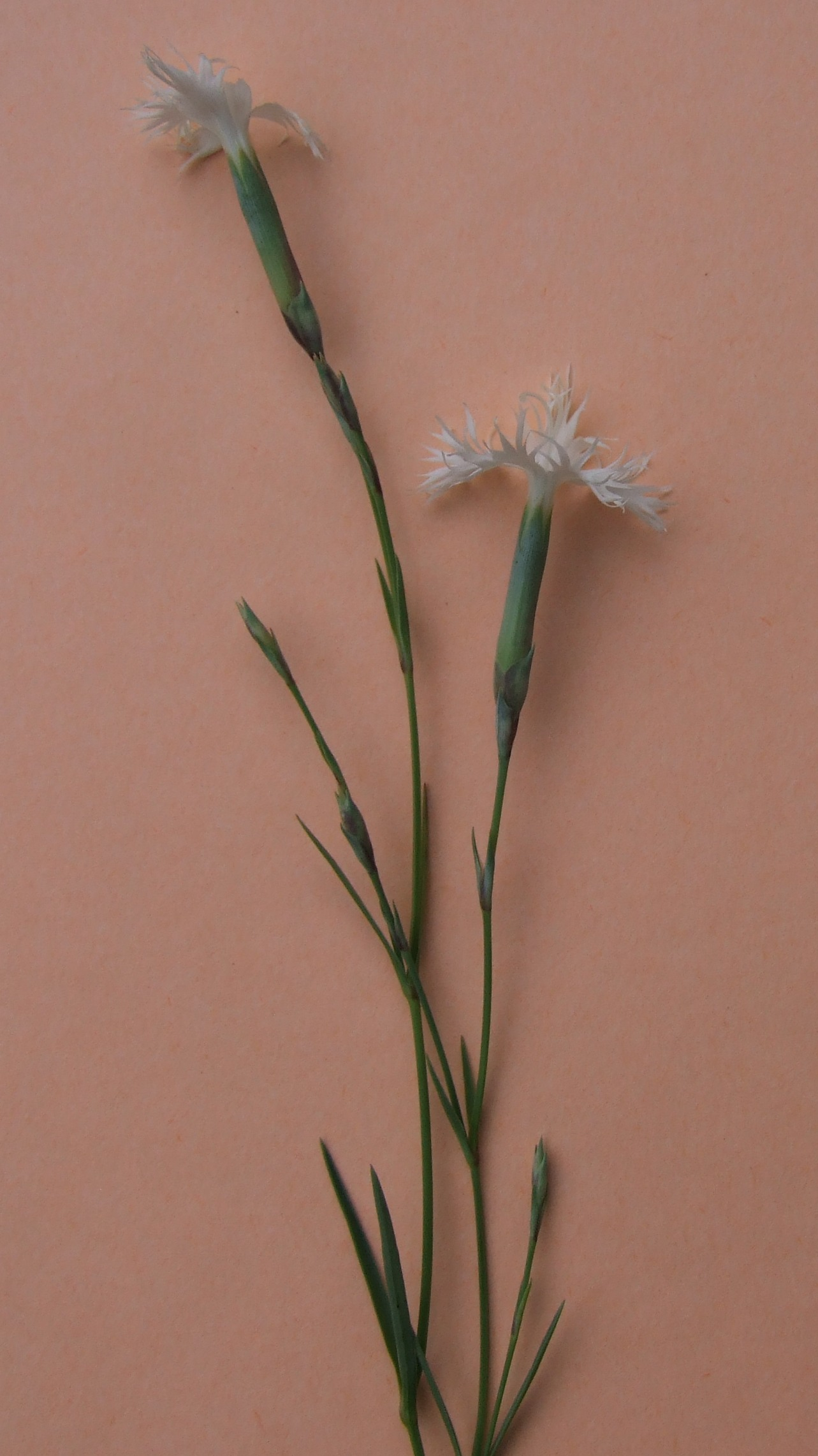
Łodyga, liście i kwiaty

Goździk postrzępiony wczesny, synonimy: g. wczesny, g. wonny (Dianthus plumarius L. subsp. praecox (Kit.) Pawł.) – podgatunek goździka postrzępionego. Endemit karpacki – występuje wyłącznie w Karpatach. W Polsce występuje w Tatrach i Pieninach, gdzie jest rośliną dość częstą.

## Morfologia
PokrójTworzy kępy, w których oprócz pędów kwiatowych występują również pędy płonne. Ma wysokość 20–30 cm i sinawy kolor. Cała roślina jest pokryta woskiem.
ŁodygaNieco pokładająca się, kanciasta, naga, prosta i przeważnie nierozgałęziająca się. W miejscach, gdzie wyrastają liście tworzy kolanka.
LiścieUlistnienie naprzeciwległe. Liście równowąskolancetowate, całobrzegie, ostro zakończone, bez przylistków, 5–7 nerwowe, o szerokości 1–3 mm. Mają siny kolor, a ich nasady zrastają się w pochewkę otaczającą łodygę. Na jednej łodydze występuje przeważnie 4–6 par liści.
KwiatyPrzeważnie pojedynczy kwiat na szczycie łodygi, czasami tylko występują 2, lub jeszcze rzadziej 3 kwiaty. Kielich sztywny, cylindryczny, zrosły, ząbkowany o działkach zrośniętych w rurkę, zielony lub purpurowo nabiegły. Otoczony jest kilkoma łuskami podkwiatowymi tworzącymi tzw. przykieliszek. 5 białych lub różowawych płatków korony ma brzegi nierówno strzępiasto powcinane (co najwyżej do 1/3 długości płatka). Po stronie wewnętrznej w połowie długości posiadają różowe lub purpurowe włoski. Słupek z dwoma szyjkami i 10 pręcików o liliowych pylnikach.
OwocPodłużna torebka otwierająca się 4-ząbkami. Nasiona czarne, miseczkowate, dość duże, szeroko oskrzydlone.

## Biologia i ekologia
RozwójBylina. Kwiaty wydzielają bardzo przyjemny zapach, kwitną od lipca do sierpnia i zapylane są wyłącznie przez motyle. Są przedprątne.
SiedliskoMurawy, piargi, skały. Wyłącznie na podłożu wapiennym. W Tatrach występuje od podnóży po piętro kosówki. Na Giewoncie dochodzi do 1800 m n.p.m. W Pieninach występuje na wysokości 450–900 m n.p.m. Hemikryptofit, gatunek światłolubny.
FitosocjologiaGatunek charakterystyczny dla Ass. Carici sempervirentis-Festucetum.

## Zagrożenia i ochrona
Od 2014 roku roślina jest objęta w Polsce ochroną częściową, jako podgatunek objętego ochroną goździka postrzępionego. Zakazy dotyczą także gospodarki rolnej, leśnej i rybackiej. W latach 1983–2014 roślina znajdowała się pod ochroną ścisłą. Nie jest zagrożona.